# NCT
NCT (em coreano:  엔시티) é um grupo masculino sul-coreano formado pela SM Entertainment em 2016. Seu nome é uma abreviação do projeto de localização Hallyu Neo Culture Technology, um termo dado pelo fundador da SM Lee Soo-man para descrever o conceito do grupo de ter um número ilimitado de membros divididos em várias subunidades baseadas em várias cidades do mundo.
A primeira subunidade de seis membros do grupo NCT U, estreou em abril de 2016 com os singles "The 7th Sense" e "Without You". NCT 127, uma unidade baseada em Seul, estreou em julho de 2016 com o mini-álbum NCT #127. A terceira unit, NCT Dream, fez sua estreia em agosto de 2016, com o single "Chewing Gum". WayV, a quarta subunidade baseada na China, estreou em janeiro de 2019 com o extended play The Vision. A quinta subunidade NCT Wish estreou em 2023.
O primeiro álbum de estúdio do grupo, intitulado NCT 2018 Empathy, foi lançado em 14 de março de 2018, como parte do projeto NCT 2018. Em maio de 2018, o NCT tornou-se o principal ato musical emergente nos EUA e marcou a primeira vez que um ato de K-pop liderou a lista.

## História

### 2016–2017: Estreias de NCT U, 127 e Dream, e sucesso moderado
Em janeiro de 2016, o fundador da SM Entertainment, Lee Soo-man, realizou uma conferência de imprensa no SM Coex Artium intitulada "SMTOWN: New Culture Technology 2016" falando sobre os planos da agência para um novo grupo masculino de acordo com a sua "estratégia de conteúdos de cultura" que seria estrear diferentes equipes baseadas em diferentes países ao redor do mundo, com o nome de NCT. A SM lançou teasers do projeto The Origin e Synchronization of your Dreams, que incluiu cinco membros do SM Rookies: Taeyong, Hansol, Ten, Mark e Jaehyun. Uma semana depois, um teaser foi lançado com o nome de 7th Sense incluindo o membro do SM Rookies, Winwin. Em 4 de abril de 2016, a SM Entertainment anunciou a primeira unit do grupo, NCT U, composta por seis membros: Taeil, Taeyong, Doyoung, Ten, Jaehyun e Mark. NCT U lançou dois singles digitais; seu primeiro single "The 7th Sense" foi lançado em 9 de abril, e seu segundo single "Without You" foi lançado em 10 de abril em duas versões (uma versão coreana cantada por Taeil, Doyoung e Jaehyun, e uma versão chinesa com a adição do SM Rookies Kun). Em 9 de abril, o NCT U fez sua primeira transmissão ao vivo no programa NCT On Air no V-app, apresentado por Kim Hee-chul. No mesmo dia, eles realizaram seu primeiro show ao vivo na China, no 16th Music Feng Yun Bang Awards, juntamente com outros dois membros chineses, Kun e WinWin. O grupo fez sua estreia na Coreia no programa musical da KBS Music Bank em 15 de abril.

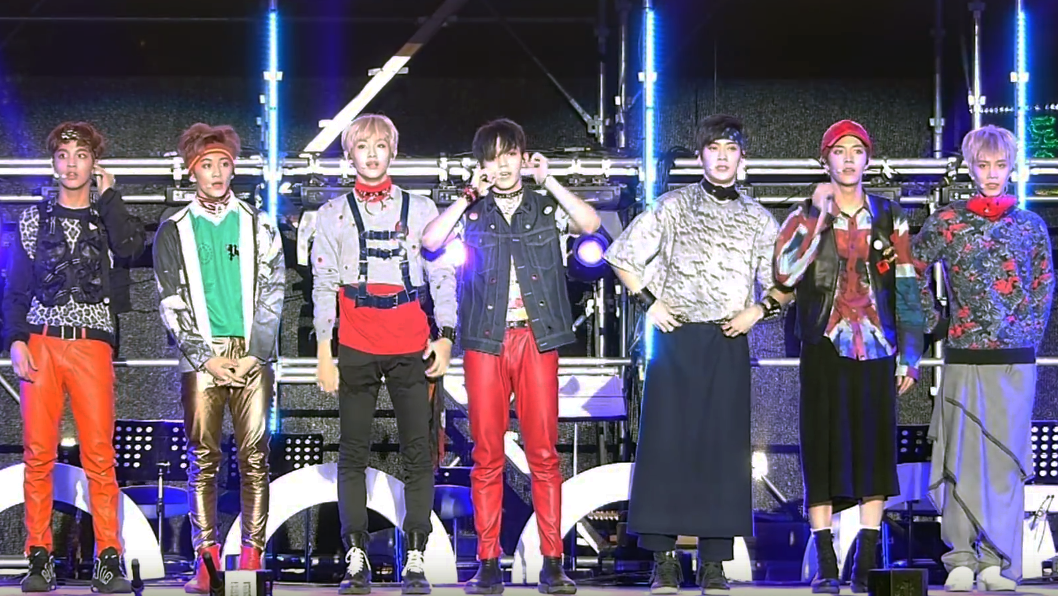
NCT 127 durante uma apresentação realizada em Busan, em agosto de 2016

Em 1 de julho, a SM Entertainment anunciou a segunda unidade do NCT, NCT 127. A subunidade é baseado em Seul, com o número 127 que representa as coordenadas de longitude de Seul. A unidade composta por sete membros: Taeil, Taeyong, Yuta, Jaehyun, WinWin, Mark e Haechan (anteriormente conhecido como Donghyuck), fez sua estreia no palco em 7 de julho de 2016 no M Countdown, performando "Fire Truck" e "Once Again" de seu primeiro mini-álbum. Seu primeiro EP NCT #127, foi lançado digitalmente em 10 de julho e fisicamente no dia seguinte. A terceira temporada de NCT Life, na cidade de Paju, que apresenta NCT 127, estreou em 16 de julho de 2016. Em 29 de julho, a unit lançou o single "Taste the Feeling", para o projeto Station em colaboração com a Coca-Cola. Em 18 de agosto do mesmo ano, a SM anunciou que a terceira unit se chamaria NCT Dream, sendo composta por sete membros: Mark, Renjun, Jeno, Haechan, Jaemin, Chenle e Jisung. Seu primeiro single "Chewing Gum" foi lançado em 24 de agosto e sua primeira apresentação ocorreu no M Countdown em 25 de agosto. Em 6 de dezembro, 5 membros do NCT 127 (Yuta, Taeyong, Jaehyun, Mark e Winwin) lançaram um vídeo musical de dança especial, da canção "Good Thing" em colaboração com W Korea. Em 20 de dezembro, o vídeo musical de "Switch" foi lançado. O single foi lançado anteriormente como uma faixa bônus no mini-álbum do NCT 127, NCT#127, e apresenta o SR15B.
Em 27 de dezembro de 2016, o NCT 127 anunciou seu comeback com a adição de dois membros, Johnny e Doyoung. A unit lançou seu segundo EP, Limitless, digitalmente em 6 de janeiro de 2017 e fisicamente em 9 de janeiro de 2017. O álbum estreou no topo da Billboard World Albums e Gaon Album Chart. No início do mês seguinte, o NCT Dream anunciou o lançamento de seu primeiro single álbum, The First, para 9 de fevereiro, contendo a faixa-título "My First and Last", a canção "Dunk Shot", um remake da canção de Lee Seung-hwan de 1993, bem como seu single digital de estreia "Chewing Gum". A S.M. Entertainment anunciou que Jaemin não participaria neste comeback devido a problemas de saúde. O grupo iniciou suas promoções para o single no M! Countdown, executando a faixa-título "The First and Last". Em 15 de março de 2017, o NCT Dream lançou a música oficial para a Copa do Mundo FIFA Sub-20 de 2017, intitulada "Trigger The Fever". Em 17 de março, o NCT 127 se apresentou no KCON Mexico realizado no Mexico City Arena. No mês seguinte, o canal de televisão Fuse incluiu o NCT Dream em sua lista dos "19 maiores músicos teen de 2017". O NCT 127 lançou o seu terceiro EP, Cherry Bomb, em 14 de junho de 2017, estreando na #2 posição da Gaon Album Chart. A Apple Music nomeou o NCT 127 como o "Novo Artista da Semana" após o lançamento de Cherry Bomb. O grupo se apresentou no KCON NY, realizado em 24 de junho de 2017 no Prudential Center, em Nova Iorque. Em 9 de agosto (KST), a SM Entertainment anunciou o lançamento do primeiro mini-álbum do NCT Dream, intitulado We Young, para 17 de agosto de 2017. O NCT 127 se apresentou no Centro de Convenções de Los Angeles em 19 de agosto, para o KCON LA. Em setembro do mesmo ano o NCT Dream divulgou o vídeo musical de "My Page". No início de novembro de 2017, o NCT 127 lançou o vídeo musical para a versão em japonês da canção "Limitless", além de realizar seu primeiro evento no Japão intitulado The Introduction 'Connect'. Em 15 de dezembro do mesmo ano, o NCT Dream lançou a canção natalina "즐거움 (Joy)" através do projeto Station.

### 2018–2019:Empathy, sucesso comercial, estreia de WayV e expansão internacional
Em 12 de janeiro de 2018, o NCT U lançou a canção "Timeless" (텐데...) através do projeto Station. A canção, interpretada por Jaehyun, Doyoung e Taeil, expressa os sentimentos de alguém que sonha em se encontrar com seu amor do passado, com uma melodia de piano lírica. Em meados de janeiro de 2018, o NCT divulgou um projeto de "grande escala" para o ano, e alguns membros deixaram a Coreia do Sul e foram para a Ucrânia filmar um vídeo musical para um possível retorno. Em 31 de janeiro (KST), a SM Entertainment revelou um vídeo intitulado "NCT 2018 Yearbook #1", que contou com todos os membros do grupo, além dos restantes membros masculinos do SM Rookies, Kun, Lucas e Jungwoo. Em fevereiro, NCT lançou uma série documental on-line, intitulada NCTmentary. Mais tarde, a SM anunciou o lançamento de seis músicas como parte do o projeto "Yearbook", começando com o retorno da unidade rotacional NCT U, com a canção "Boss" em 19 de fevereiro, interpretada pelos membros da primeira formação da unit Taeyong, Doyoung, Jaehyun e Mark, mais Winwin da subunidade 127 e os membros Jungwoo e Lucas. Dias depois ocorreu o lançamento do vídeo musical da canção "Baby Don't Stop", interpretada por Taeyong e Ten como parte do NCT U, marcando o retorno do membro Ten para a unit. No início de março foi lançado o vídeo musical de "Go", interpretado por NCT Dream. Na semana seguinte a unit NCT 127 lançou o vídeo musical da canção "Touch". O primeiro álbum de estúdio do NCT, intitulado NCT 2018 Empathy, foi lançado em 14 de março de 2018. O álbum estrou na #2 posição da Gaon Album Chart e foi certificado com um disco de platina pela KMCA, por mais de 300 mil cópias vendidas. No mês seguinte o NCT U lançou o vídeo musical da canção "Yestoday". Ainda em abril, o NCT 127 foi nomeado como um dos embaixadores da Hallyu Expo de Moscou. Dias depois o grupo lançou o vídeo musical da canção "Black on Black" como parte do NCT 2018.

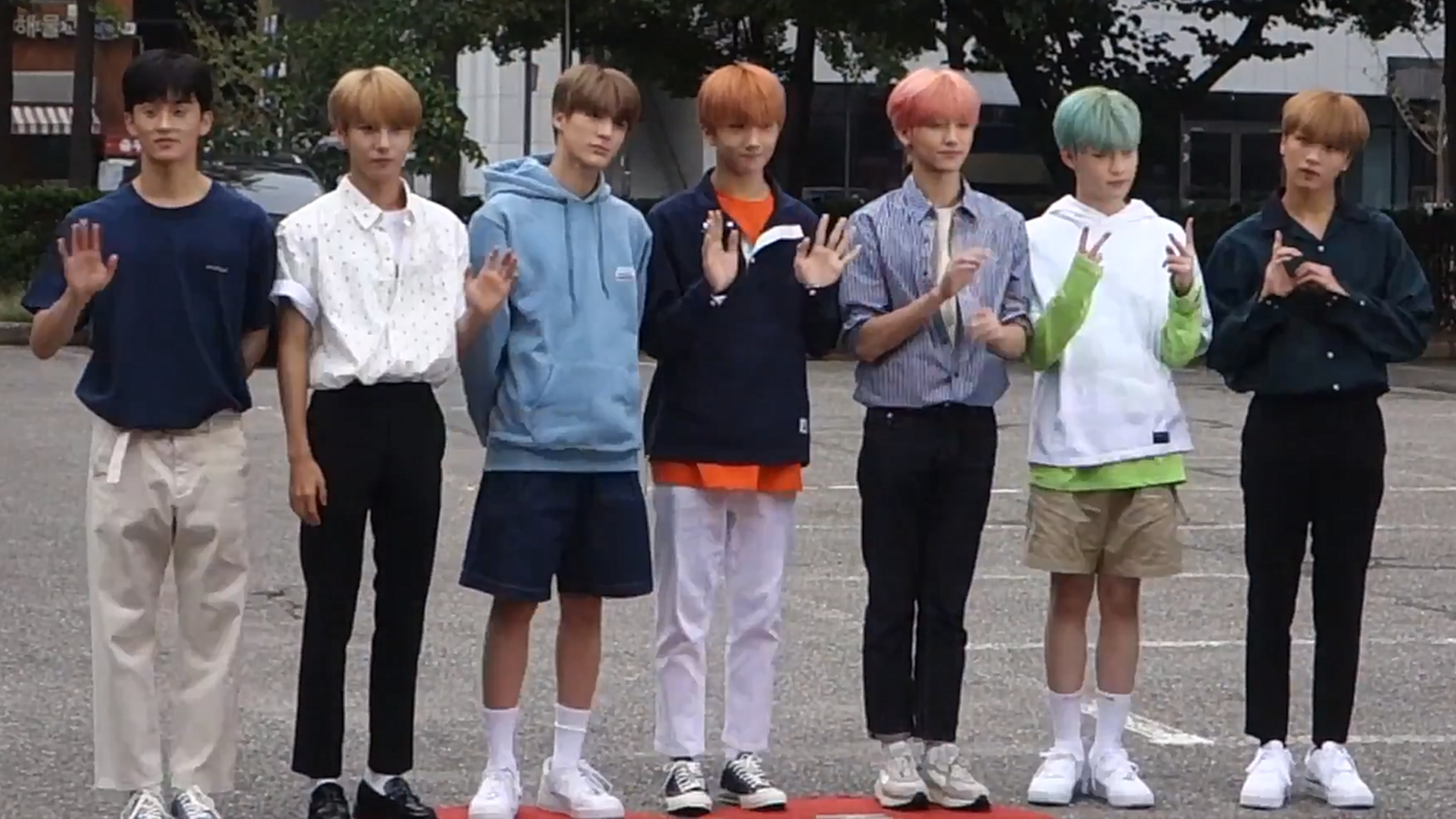
NCT Dream indo para uma gravação do Music Bank, em agosto de 2018

O NCT 127 lançou seu primeiro extended play em japonês, intitulado Chain, em 23 de maio de 2018. O mini-álbum estreou no segundo lugar na parada de álbuns semanais do Japão, Oricon Weekly Chart, vendendo mais de 44.800 cópias. Em 2 de junho do mesmo ano o NCT U lançou uma versão especial em tailandês da canção "Baby Don't Stop". Em 24 de junho o NCT 127 se apresentou no KCON USA, realizado no Prudential Center em Newark, New Jersey. Em julho de 2018 começou a oitava temporada do reality show do grupo, intitulado NCT Life: Hot & Young Seoul Trip, mostrando Johnny, Mark, Lucas, Winwin, Kun e Yuta viajando por toda Seul e mostrando os encantos ocultos da cidade. Em agosto do mesmo ano, o NCT divulgou um anúncio sobre o retorno do NCT Dream para 3 de setembro, com o lançamento de seu segundo mini-álbum, intitulado We Go Up. Em 16 de setembro, foi lançada a versão em japonês da canção "Touch" da subunidade 127. No dia seguinte a SM Entertainment anunciou que o NCT 127 lançaria seu primeiro álbum de estúdio, intitulado Regular-Irregular, em 12 de outubro com a adição de Jungwoo, transformando a unidade de um grupo de 9 membros para um grupo de 10 membros. Em 22 de outubro a subunidade lançou o extended play Up Next Session: NCT 127, através da Apple Music contendo quatro faixas, sendo uma música inédita e três versões alternativas de singles lançados pelo grupo.
Em 23 de novembro, o NCT 127 lançou seu primeiro álbum reeditado intitulado Regulate, acompanhado do single "Simon Says". Pouco antes do lançamento a SM Entertainment anunciou que Winwin não participaria das promoções do grupo devido a conflitos de agenda. Em 19 de dezembro, foi anunciado que Haechan entraria em um hiato do grupo devido a uma lesão. O NCT Dream lançou a canção "Candle Light", como parte da 3ª temporada do projeto Station, em 27 de dezembro. A canção marca o último lançamento da subunidade com sua formação original antes da graduação de Mark em 31 de dezembro de 2018 como membro do NCT Dream. Ainda em 31 de dezembro, a SM Entertainment anunciou a quarta subunidade do NCT, WayV, baseada na China sendo composta de 7 membros: Kun, Ten, Winwin, Lucas, Xiaojun, Hendery e Yangyang. A unit gerenciada pela Label V, um selo chinês que colabora com a produção da SM, estreou oficialmente em 17 de janeiro de 2019 com o lançamento do single álbum The Vision, juntamente com o lead single "Regular".
Em 18 de março de 2019, o NCT 127 lançou "Wakey-Wakey" como o lead single de seu primeiro álbum de estúdio em japonês, Awaken, lançado em 17 de abril. No mesmo mês, o NCT 127 assinou com a Capitol Music Group e a Caroline Distribution como parte de um acordo de distribuição mundial com a SM Entertainment, onde a CMG e a Caroline fornecem a distribuição e marketing para o grupo em vários territórios em todo o mundo. Ainda em abril, a subunidade anunciou o lançamento de seu quarto EP em coreano, We Are Superhuman, para 24 de maio de 2019. Em 6 de junho, o NCT Dream lançou a canção "Don't Need Your Love", para o projeto Station, em colaboração com o cantor britânico HRVY. O membro Haechan, não pôde participar desta colaboração devido às suas atividades com o NCT 127. Em 15 de julho, o NCT Dream lançou a canção "Fireflies" como embaixadores da World Scout Foundation. "Fireflies" marca a primeira música da subunidade com os seis membros restantes de sua formação original. A subunidade lançou seu terceiro extended play, intitulado We Boom, em 26 julho de 2019.

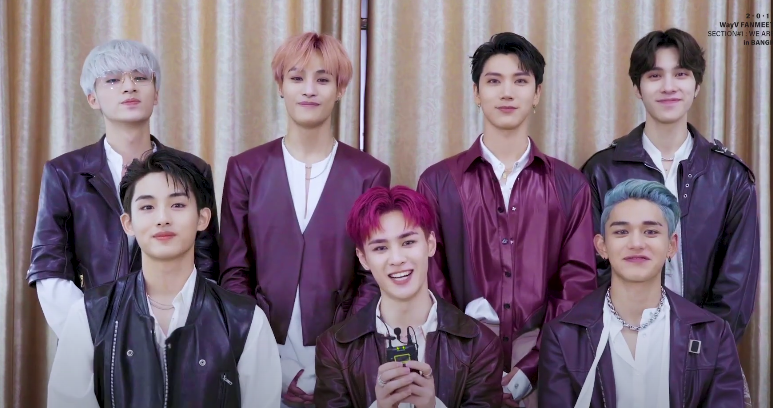
WayV durante entrevista em dezembro de 2019

O NCT 127 se apresentou como convidados especiais no Global Citizen Festival em Nova York em setembro de 2019. Em 29 de outubro de 2019, o WayV lançou seu segundo EP, Take Over the Moon, acompanhado do vídeo musical do lead single "Moonwalk". Um dia após o lançamento do EP, a subunidade fez sua estreia oficial na televisão sul-coreana, se apresentando no Show Champion da MBC Music. O NCT 127 se apresentou no MTV Europe Music Awards de 2019 em Sevilha, na Espanha em 3 de novembro, tornando-se o primeiro grupo de K-pop a se apresentar na cerimônia. A unit também se apresentou no Macy's Thanksgiving Day Parade em Nova York em 28 de novembro, tornando-o o primeiro artista coreano a se apresentar no evento, bem como no Today um dia depois. No mesmo mês o vídeo musical de "Boss" (2018) do NCT U superou as 100 milhões de visualizações, tornando-se o primeiro MV do NCT a alcançar esse marco. Ainda em novembro, o NCT Dream colaborou com o grupo americano PrettyMuch, lançando da canção "Up to You". Em 13 de dezembro, o NCT U (composto por Taeil, Doyoung, Jaehyun e Haechan) lançou "Coming Home" como parte do projeto Station X. Ainda em dezembro de 2019, o NCT 127 se apresentou Poptopia na Baía de São Francisco, Califórnia, ao lado de cantores como Lizzo, Bazzi, Halsey e Normani. E também se apresentou no B96 Pepsi Jingle Bash, realizado na Allstate Arena, em Rosemont, Illinois.

### 2020–presente: Sucesso contínuo,Resonance Pt. 1ePt. 2, eUniverse
Após longos meses de recuperação, em 23 de janeiro de 2020 foi anunciado pela mídia coreana SPOTV News o retorno de Jungwoo para o NCT 127. Dias depois, em 27 de janeiro, foi lançado o vídeo musical da canção "Dreams Come True", como um presente para os fãs da unit. No mesmo dia foi anunciado o lançamento do segundo álbum de estúdio em coreano da subunidade, Neo Zone, para 6 de março de 2020. O álbum ultrapassou 530 mil cópias em pré-vendas antes de seu lançamento, marcando um novo recorde pessoal para o grupo até aquele momento. Neo Zone estreou no número cinco na Billboard 200 dos Estados Unidos com 83 mil cópias vendidas, tornando-se a primeira vez que o NCT 127 entrou no top 10 da Billboard 200. O álbum estreou no número um no Gaon Album Chart da Coreia do Sul, tornando-se o quinto lançamento do grupo a realizar esse feito. O álbum fechou o mês de março com mais de 723 mil cópias vendidas apenas na Coreia do Sul. O lead Single do álbum, "Kick It", alcançou o número 21 na Gaon Digital Chart da Coreia do Sul, tornando-se o primeiro single da subunidade e também do grupo no top 30 na parada. Em 10 de março de 2020, o NCT 127 se apresentou no evento anual RodeoHouston realizado no NRG Stadium, em Houston, Texas, que é conhecida como a maior exposição de gado indoor e rodeio do mundo.
Em 14 de abril de 2020, a SM Entertainment anunciou que o NCT Dream lançaria seu quarto EP em coreano, Reload,  em 29 de abril com os seis membros não graduados: Renjun, Jeno, Haechan, Jaemin, Chenle e Jisung. Após o período de promoção do álbum, a formatura o sistema será abolido e o NCT Dream continuará suas atividades com todos os sete membros, incluindo o membro original Mark, que se graduou no final de 2018. "Ridin", foi escolhida como a faixa principal do EP marcando sua mudança de conceito, sendo uma faixa de urban trap com letras destacando as aspirações do NCT Dream em seu novo caminho. Em 19 de maio, o NCT 127 lançou a versão repaginada de seu segundo álbum coreano, Neo Zone, intitulado Neo Zone: The Final Round. Em 9 de junho, o WayV lançou seu primeiro álbum de estúdio, Awaken the World, composto por 10 músicas, incluindo o lead single "Turn Back Time", uma música do gênero Urban Trap.

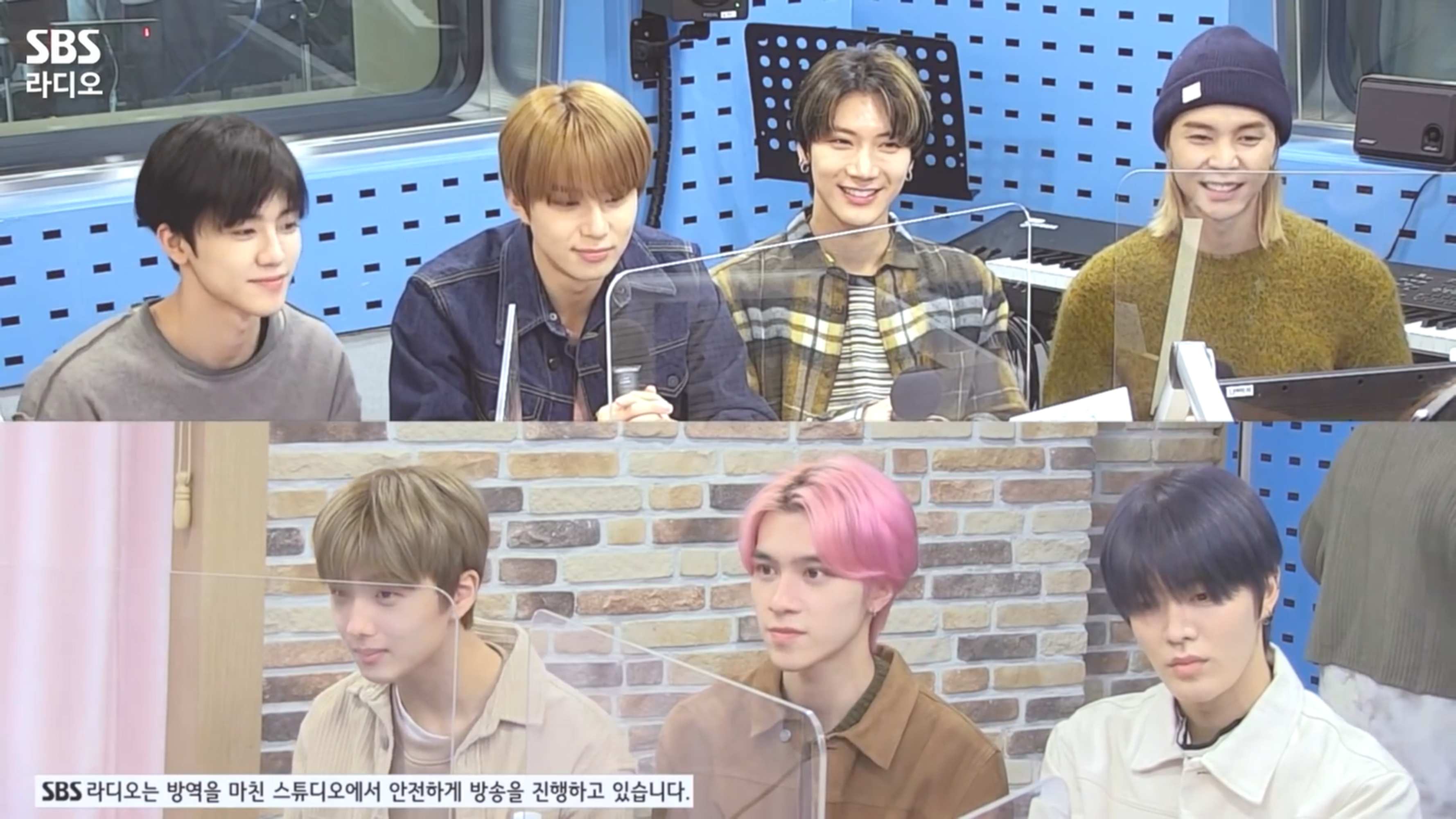
NCT U durante uma entrevista na SBS Power FM, em novembro de 2020

Em meados de setembro, o NCT anunciou o projeto NCT 2020, semelhante ao seu projeto NCT 2018, que combina membros de várias subunidades em um álbum. Em 20 de setembro, foi confirmado que o grupo estaria lançando seu segundo álbum, NCT 2020 Resonance Pt. 1 em 12 de outubro, apresentando todas as 4 unidades e 2 novos membros, Shotaro e Sungchan. Em sua pré-venda, o álbum ultrapassou a marca de 1.12 milhão de cópias vendidas apenas na Coreia do Sul, tornando-se um recorde pessoal para o grupo e um dos melhores resultados de pré-venda de um artista da SM Entertainment. Junto com o álbum foi lançado o vídeo musical da faixa "Make A Wish (Birthday Song)" do NCT U, que contou com Taeyong, Doyoung, Jaehyun, Jaemin, Lucas, Xiaojun e Shotaro. A canção foi composta por Bobii Lewis, Karen Poole e Sonny J Mason, e as letras coreanas foram escritas por Penomeco. Uma versão em inglês da música foi lançada digitalmente como faixa bônus. Dias depois o NCT U lançou o vídeo musical da faixa "From Home" – interpretada por Taeil, Yuta, Kun, Doyoung, Renjun, Haechan e Chenle – como segundo single do álbum. O NCT lançou a segunda parte de seu segundo álbum de estúdio, NCT 2020 Resonance Pt. 2, em 23 de novembro de 2020 juntamente com o vídeo musical do lead single "90's Love", e dias depois foi lançado o vídeo da canção "Work It". O álbum ultrapassou a marca de 1 milhão e 200 mil cópias, fazendo com que o álbum completo tenha registrado mais de 2 milhões e 600 mil cópias apenas em 2020. Em 30 de novembro, a SM anunciou que o NCT lançaria um novo single intitulado "Resonance", que marca o final de seu segundo álbum completo. Este single combina "Make a Wish (Birthday Song)", "90's Love", "Work It" e "Raise the Roof" de seu segundo álbum completo em uma música, e apresenta todos os 23 membros do projeto NCT 2020. A música foi lançada em 4 de dezembro de 2020.
Em uma entrevista ao Star News em 13 de janeiro de 2021, Sungchan anunciou que uma nova subunidade seria lançada durante o ano. O grupo lançou o seu segundo EP japonês, Loveholic, em 17 de fevereio de 2021. O EP alcançou o primeiro lugar nas paradas diárias de álbuns da Oricon, vendendo mais de 97 mil cópias em seu primeiro dia de lançamento no Japão. Em 10 de março de 2021, o WayV lançou seu terceiro EP, Kick Back, com o single principal de mesmo nome. Em 6 de maio, foi anunciado a parceria da SM com a MGM Worldwide Television Group para recrutar meninos de 13 a 25 anos da América para formar uma subunidade do NCT com sede nos Estados Unidos, chamada NCT-Hollywood, por meio de uma série de competição. Em 10 de maio, o NCT Dream lançou seu primeiro álbum de estúdio, Hot Sauce, que marcou o primeiro retorno completo da subunidade como um grupo de 7 membros desde 2018. O álbum ultrapassou a marca de 1,7 milhão de cópias em pré-venda. Enquanto isso o lead single de mesmo nome estreou na primeira posição na parada oficial de singles da Coreia do Sul, marcando não só a primeira canção da subunidade a alcançar essa posição, como também o primeiro single "top 1" do NCT (e todas as suas subunidades). Em 16 de junho, Kun e Xiaojun lançaram o single álbum Back to You, como parte da primeira subunidade do WayV. Em 28 de junho, o NCT Dream lançou a reedição de seu primeiro álbum, intitulado Hello Future, com três faixas adicionais, incluindo o single principal de mesmo nome. Em agosto de 2021, Ten e Yangyang formaram uma segunda subunidade do WayV chamada WayV-Ten & Yangyang e lançaram o single de estreia "Low Low", no dia 17 daquele mês.
O NCT 127 lançou seu terceiro álbum de estúdio em coreano, Sticker, em 17 de setembro de 2021, composto por onze faixas, incluindo o lead single de mesmo nome. Dias antes de seu lançamento o álbum já havia ultrapassado 2,12 milhões de cópias vendidas apenas na pré-venda. Em 25 de outubro, a subunidade lançou Favourite, como a versão repaginada de Sticker, que traz três novas faixas, incluindo o lead single "Favourite (Vampire)". Uma semana após seu lançamento, foi relatado que o álbum vendeu 1,1 milhão de cópias, totalizando as vendas de Sticker para 3,58 milhões de cópias, até aquele momento.
Em 13 de novembro de 2021, o NCT anunciou uma reunião para um terceiro projeto do grupo, como NCT 2021 para 14 de dezembro, com o lançamento de seu terceiro álbum de estúdio, Universe.

## Integrantes
Grande parte dos membros do NCT faziam parte do SM Rookies, um grupo de pré-estreia de trainees da SM Entertainment.
| - Johnny (쟈니) - Taeyong (태용) – Líder do NCT 127. - Yuta (유타) - Kun (쿤) – Líder do WayV. - Doyoung (도영) - Ten (텐) - Jaehyun (재현) - Winwin (윈윈) - Jungwoo (정우) - Mark (마크) - Líder do NCT Dream - Xiaojun (샤오쥔) - Hendery (헨데리) - Renjun (런쥔) | - Jeno (제노) - Haechan (해찬) - Jaemin (재민) - Yangyang (양양) - Chenle (천러) - Jisung (지성) - Sion (시온) - Líder do NCT Wish - Riku (리쿠) - Yushi (유우시) - Jaehee (재희) - Ryo (료) - Sakuya (사쿠야) |

### Ex-integrantes
| - Lucas (루카스) - Shotaro (쇼타로) | - Sungchan (성찬) - Taeil (태일) |

### Subunidades
- NCT U (Os membros mudam dependendo de quem se encaixa melhor em cada conceito.)
- NCT 127 (Johnny, Taeyong, Yuta, Doyoung, Jaehyun, Winwin, Jungwoo, Mark, Haechan)
- NCT Dream (Mark, Renjun, Jeno, Haechan, Jaemin, Chenle, Jisung)
- WayV (Kun, Ten, Winwin, Xiaojun, Hendery, Yangyang)
  - WayV-Kun & Xiaojun – Kun, Xiaojun[152]
  - WayV-Ten & Yangyang – Ten, Yangyang[165]
- NCT DoJaeJung (Doyoung, Jaehyun, Jungwoo)[166]
- NCT Wish (Sion, Riku, Yushi, Jaehee, Ryo, Sakuya)

## Discografia
- NCT 2018 Empathy (2018)
- NCT 2020 Resonance Pt. 1 (2020)
- NCT 2020 Resonance Pt. 2 (2020)
- Universe (2021)

## Filmografia
| Ano            | Título         | Membro(s)                           | Rede                                           |
| -------------- | -------------- | ----------------------------------- | ---------------------------------------------- |
| 2016– presente | NCT Life       | NCT 2018                            | - Naver TV Cast - MBC Music - Oksusu - KBS Joy |
| 2016           | Idol Chef King | Taeil, Taeyong, Yuta, Jaehyun, Mark | MBC                                            |
| 2019           | Immortal Songs | NCT Dream (exceto Haechan)          | KBS                                            |
| 2020           | NCT World 2.0  | NCT 2020                            | Mnet                                           |

| Ano  | Título              | Membro(s)                                           | Notas                     |
| ---- | ------------------- | --------------------------------------------------- | ------------------------- |
| 2016 | NCT On Air          | NCT U (Taeil, Taeyong, Doyoung, Ten, Jaehyun, Mark) | 2 episódios               |
| 2017 | NCT Life: Mini News | NCT 127, NCT Dream                                  | Em colaboração com Nimdle |

| Ano     | Título             | Membro(s)                                                      | Rede         |
| ------- | ------------------ | -------------------------------------------------------------- | ------------ |
| 2017–19 | NCT's Night Night! | Johnny, Jaehyun (além de Doyoung a cada transmissão de sábado) | SBS Power FM |

## Turnês
Turnês principais
- NCT Dream Show (2018)[167]
- NCT 127 1st Tour: NEO CITY - The Origin (2019)[168]
- NCT Dream Tour "The Dream Show" (2019)[169]

Showcase
- NCT 127 Showcase "Cherry Bomb" (2017)
- NCT DREAM Showcase "We Young" (2017)
- NCT 127 The Introduction “connect” (2017)[170]
- NCT 2018 Showcase "Empathy" (2018)
- NCT 127 JAPAN Showcase Tour "chain" (2018)[171]

Turnês afiliadas
- SM Town Live World Tour V (2016)
- SM Town Live World Tour VI (2017–18)
- SM Town Special Stage In Hong Kong (2017)
- SM Town Live 2018 in Osaka (2018)
- SM Town Special Stage In Santiago (2019)
- SM Town Live 2019 in Tokyo (2019)